# Italo Lupi

Olympische Winterspiele 2006 (Logo)

Italo Lupi (* 28. März 1934 in Cagliari; † 27. Juni 2023 in Mailand) war ein italienischer Architekt, Graphikdesigner und Museumsgestalter sowie Journalist und Autor.

## Leben
Italo Lupi schloss 1959 sein Architekturstudium, unter anderem bei Vittorio Gregotti, am Polytechnikum Mailand ab. Nach Tätigkeit im Studio von Achille und Pier Giacomo Castiglioni arbeitete er im Entwicklungsbüro der italienischen Kaufhauskette La Rinascente unter der Leitung von Mario Bellini und beschäftigte sich mit der visuellen Kommunikation des Unternehmens. Wiederum mit Bellini gestaltete er 1960 die Ausstellung des Compasso d’Oro. Danach eröffnete er sein eigenes Studio und begann als Art Director mit großen Unternehmen und Institutionen zusammenzuarbeiten, darunter IBM und die Triennale di Milano.
Lupi galt als einer der bekanntesten und einflussreichsten italienischen Architekten, Grafikdesigner und Museumsgestalter im Ausland. Er entwarf Logos für Miu Miu, Fiorucci, Cinelli, BBB Bonacina, die Alpinen Skiweltmeisterschaften 2021 in Cortina d’Ampezzo, aber auch wiederholt für die Mailänder Triennale und das Museo Poldi Pezzoli. Gemeinsam mit Ico Migliore und Mara Servetto (Migliore+Servetto) entwarf er 2006 das Erscheinungsbild der Stadt Turin für die Olympischen Spiele 2006 und für die Feierlichkeiten zum 150. Jahrestag der Vereinigung Italiens im Jahr 2011; außerdem arbeitete er an dem Projekt Flaggenboulevard für die Expo 2015. Italo Lupi hat zusammen mit Mario Bellini und Guido Canali große Ausstellungen für Pitti Immagine in Florenz, Palazzo Grassi in Venedig, Triennale und Teatro alla Scala in Mailand, Museo della Storia in Bologna, Frédéric-Chopin-Museum Warschau in Warschau und Palazzo della Pilotta in Parma konzipiert. Im Jahr 2021 kuratierte er zusammen mit Marco Belpoliti und Francesca Pellicciari die Ausstellung Saul Steinberg Milan New York auf der Triennale in Mailand.
Im redaktionellen Bereich war er Art-Direktor von Domus und von 1992 bis 2007 Direktor und Art-Direktor von Abitare. Er war Herausgeber der Monografie über die von Guido Canali entworfene Industriearchitektur von Prada.
Italo Lupi starb am 27. Juni 2023 im Alter von 89 Jahren in Mailand.

## Ehrungen und Auszeichnungen
- Compasso d’Oro
  - 1998 für das Kulturmagazin IF
  - 2008 für die Gestaltung Turins für die Olympischen Winterspiele (mit Migliore + Servetto)
  - 2014 für sein Lebenswerk
- Designpreis der Bundesrepublik Deutschland 2011
- Bronzemedaille des International Design Award in Los Angeles 2012
- Penn Club/Fedrigoni First Prix
- Ehrenerwähnung bei Typomundus in Prag
- Aufnahme Royal Designers for Industry, London
- Aufnahme Alliance Graphique Internationale (1970)
- Aufnahme Hall of Fame dell'Art directors Club Italiano

## Schriften
- mit Giannino Malossi (Hrsg.): Latin Lover: The Passionate South: Exhibition – Florence, Edizioni Charta 1996, ISBN 978-88-8158-049-1
- mit  Giannino Malossi (Hrsg.), Francesca Turchi (Hrsg.): Volare: The Icon of Italy in Global Pop Culture, Monacelli 1999, ISBN 978-1-58093-039-0
- mit Ico Migliore, Mara Servetto: Look of the city. Torino, Olimpiadi invernali 2006. Ediz. italiana e inglese, Corraini 2006, ISBN 978-88-7570-015-7
- Autobiografia grafica, Corraini 2013, ISBN 978-88-7570-373-8
- mit Ico Migliore, Mara Servetto: Achille Castiglioni visionario: L’alfabeto allestitivo di un designer regista. / Achille Castiglioni visonary: The installational alphabet of a designer director, Sikra 2018